# The Celts (canción)
«The Celts» es un sencillo musical de Enya proveniente de su álbum homónimo estrenado el mismo año, el cual es la reedición de su álbum debut Enya de 1987, como banda sonora del documental de BBC, titulado The Celts. Interpretado completamente en irlandés, fue el tema principal del documental. El vídeo de la canción fue filmado en el Castillo de Bodiam, el tema Eclipse, incluido en la edición LP del sencillo, es una adaptación de su otra canción Deireadh An Tuath apreciada en el álbum The Celts. Cuando el álbum se publicó por segunda vez, el tema principal se convirtió en un sencillo llegando al puesto #29 en el Reino Unido.

## Lista de temas

### Vinilo de 7"
| Lado A |             |          |  |
| N.º    | Título      | Duración |  |
| 1.     | «The Celts» | 2:58     |  |
| 2:58   |             |          |  |

| Lado B |           |          |  |
| N.º    | Título    | Duración |  |
| 1.     | «Eclipse» | 1:33     |  |
| 1:33   |           |          |  |

### Sencillo en CD
| N.º | Tema                         | Duración |
| --- | ---------------------------- | -------- |
| 1.  | "The Celts"                  | 2:58     |
| 2.  | "Oíche Chiún (Silent Night)" | 3:46     |
| 3.  | "'S Fagaim Mo Bhaile"        | 3:57     |